# رياض مغربي أندلسي

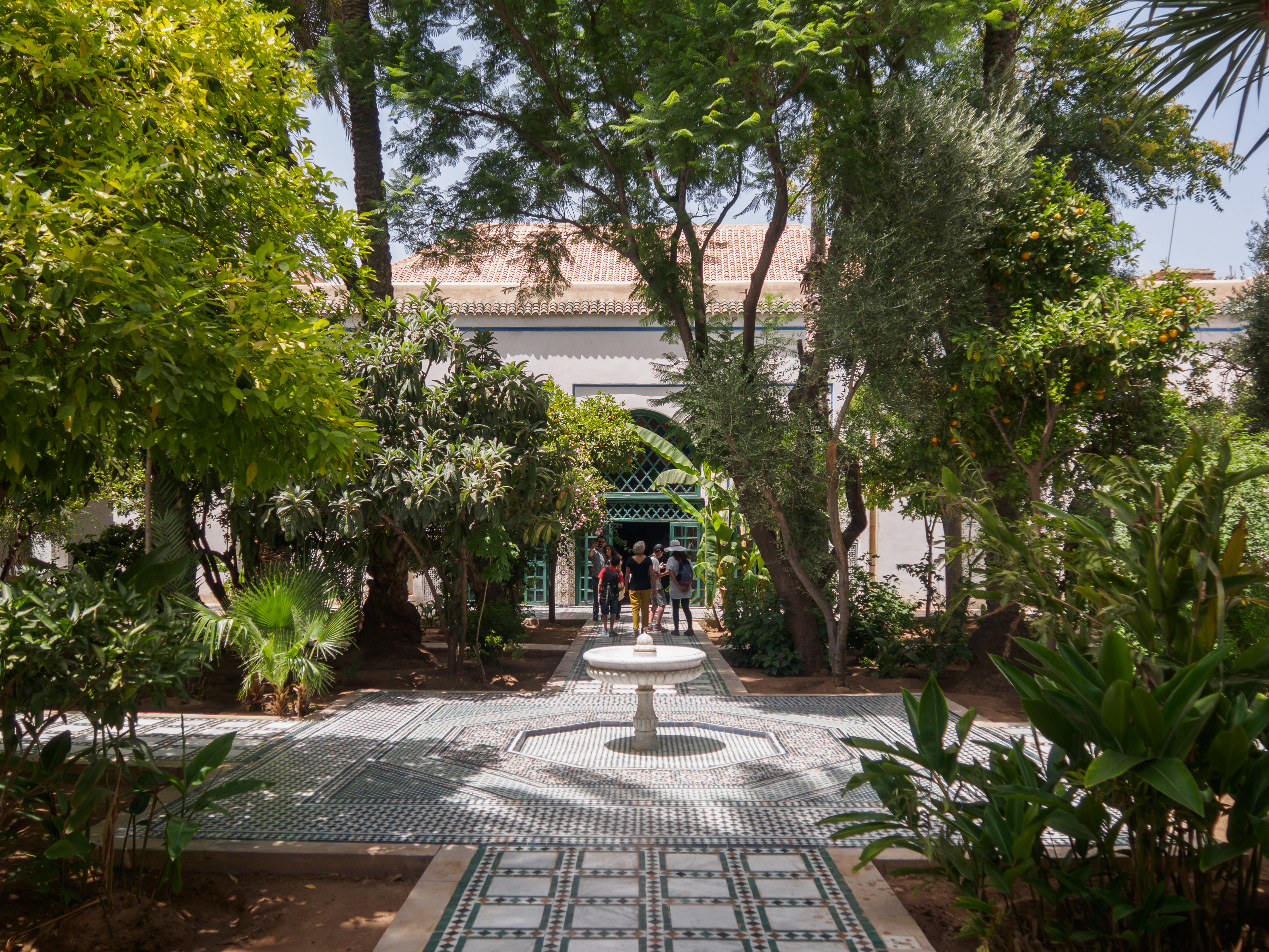
حديقة (رياض) في قصر الباهية في مراكش بُنيت في أواخر القرن التاسع عشر وأوائل القرن العشرين

الرياض هو نوع من الحدائق الداخلية أو الفناء المغربي والأندلسي التقليدي المرتبط بعمارة المنزل والقصر. يعود أصله بشكل عام إلى الحدائق الفارسية التي انتشرت خلال الفترة الإسلامية. غالبًا ما يستخدم المصطلح في الوقت الحاضر في المغرب للإشارة إلى فندق أو مكان إقامة على طراز دار الضيافة مع مناطق مشتركة وغرف خاصة غالبًا داخل قصر تقليدي تم ترميمه.

## تاريخ
كانت مدينة وليلي الرومانية العتيقة بمثابة مرجع لبدائية معمارية الرياض خلال عهد الدولة الإدريسية.
(بالعربية: رياض)
بعدغزو المرابطي للأندلس في القرن الحادي عشر، أرسل المرابطون معلمين حرفيين يهود ومسيحيين ومسلمين من الأندلس إلى المغرب لإنشاء مباني ومعالم.

## هندسة معمارية
الرياض هو الدار المغربية التقليدية، وعادة ما يتكون من طابقين أو أكثر حول فناء أندلسي فيه نافورة. الرياض كان الدار المحترمة للمواطنين المرموقين مثل التجار والنبلاء.
الرياض يركز على ما بداخله، الأمر الذي يتيح للعائلة الحرمة والحماية من المناخ المغربي. هذا التوجه إلى الداخل معرب عنه في الحديقة أو الفناء الموقع في وسط الدار، وعدم وجود نوافذ كبيرة بالجدران المشيدة بالطوب الطيني المطلة على الزقاق الخارجي. وهذا التصميم، كالحجاب للمرأة، يعكس مبادئ إسلامية، مثل التواضع والعفاف وستر العورات. حوائط الرياض عادة مغطية بصباغة التدلاكت وقطع الزليج.
اسلوب الرياض قد تحول على مدار السنوات، وبشكل أساسي في الآونة الأخيرة حيث كثر الاهتمام بالرياض في مدن مغربية ذات السياحة الرائجة مثل مراكش والصويرة حيث يرمم الرياض التقليدي ليحيى كفندق أو مطعم. الكثير من العقارات القديمة المنهارة في مراكش، مثلا، يشتريها الأجانب. هذا الاهتمام الأجنبي يُحدث  التحديات ولكنه يساعد كذلك في ترميم الموقع الأثري وفي إحياء الحرف اليدوية التي كانت تنقرض تدريجيا قبل هذه الظاهرة. فتمثل الرياضات المرممة في مناطق كمجمع المواسين وحي القصور أروع نماذج الترميم حيث أن هذه المناطق امتازت بوجود الكثير من القصور العظمى من عهد السعديين في مراكش.